# Аня из Зелёных Мезонинов
«Аня из Зелёных Мезонинов» (англ. Anne of Green Gables) — первый и самый известный роман канадской писательницы Люси Мод Монтгомери. Увидел свет в 1908 году, получил высокую оценку Марка Твена, выдержал много изданий и стал классическим произведением англоязычной детской литературы.

## Сюжет

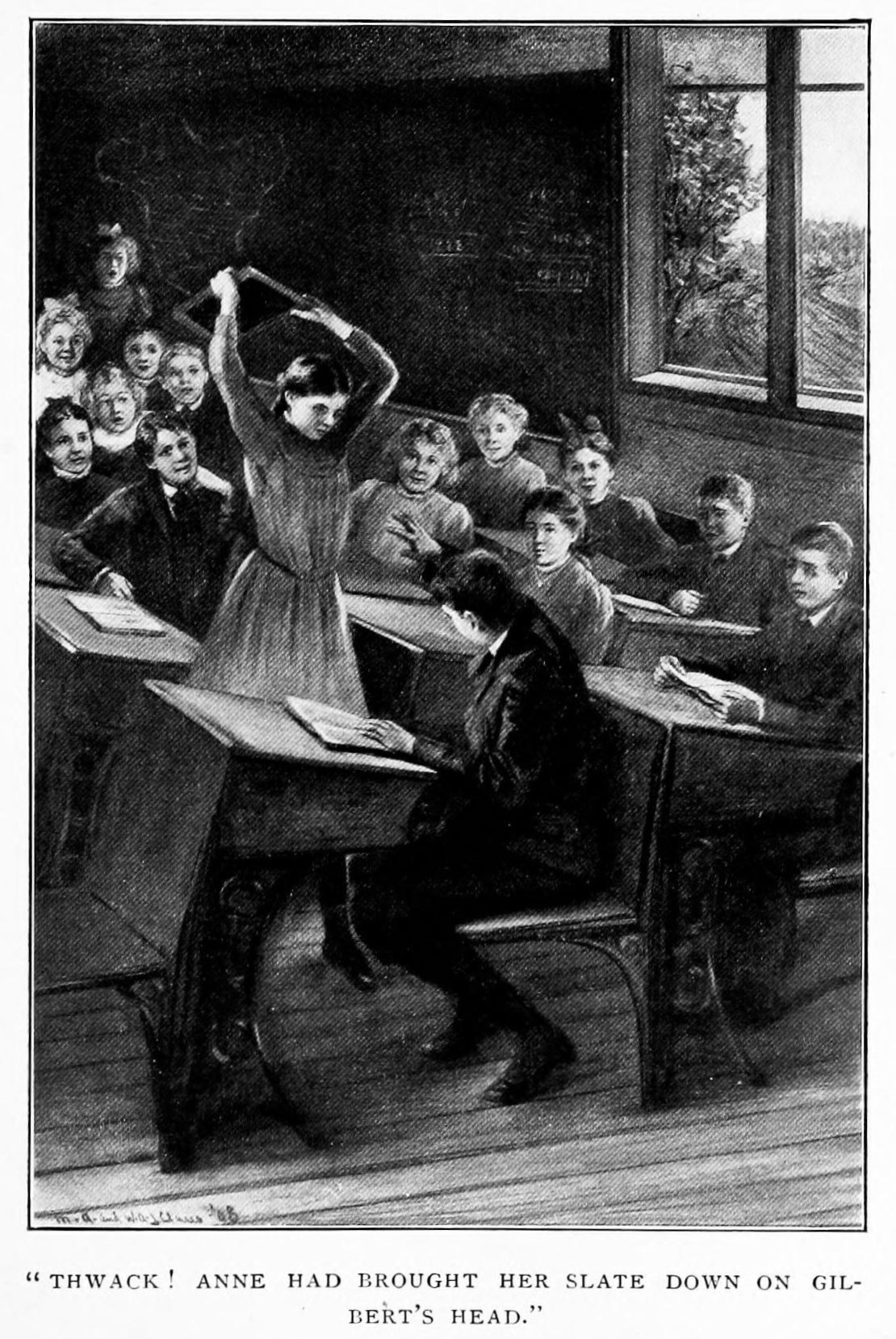
Иллюстрация к изданию 1908 года

Действие романа разворачивается в конце XIX века. Одинокие сестра и брат средних лет, Марилла и Мэтью Касберты решают усыновить мальчика-подростка, который мог бы помогать по хозяйству в их доме «Зелёные Мезонины» на острове Принца Эдуарда. Из-за недоразумения, однако, приезжает 11-летняя рыжеволосая девочка Аня Ширли. Молчаливый Мэтью быстро был очарован говорливой девочкой с живым воображением и был не прочь оставить её в семье на воспитание, но строгая Марилла не сразу приняла такое решение.
Поразительная способность юной Ани находить себе неприятности составляет основу её приключений в деревне Авонлея и поводом закалять характер. Здесь исполнилась давняя мечта всегда одинокой сироты — Аня встретила «задушевную подругу» Диану Барри, с которой постаралась сохранить привязанность, несмотря на появляющиеся неурядицы. 
Сложные отношения сложились у Ани с одноклассником Гилбертом Блайтом. В первый её день в школе он дёрнул её за косу и назвал «морковкой», что задело Аню, всегда переживавшую из-за своего цвета волос. Аня в ярости разбила грифельную доску о голову обидчика и впредь старалась игнорировать мальчика, несмотря на все его попытки загладить вину, и вела с ним негласное соперничество по успеваемости в школе.
Взрослея, Аня знакомится с новыми людьми, открывает для себя новые горизонты, но навсегда остаётся сердечно привязана к теперь уже родному дому «Зелёные Мезонины».

## Продолжения
Монтгомери продолжила историю Энн в последующих книгах, представленных в порядке увеличения возраста героини.
| #                                      | Книга                        | Дата публикации | Возраст Ани Ширли |
| 1                                      | Аня из Зелёных крыш          | 1908            | 11—16             |
| 2                                      | Аня из Авонлея               | 1909            | 16—18             |
| 3                                      | Аня с острова Принца Эдуарда | 1915            | 18—22             |
| 4                                      | Аня из Шумящих Тополей       | 1936            | 22—25             |
| 5                                      | Анин Дом Мечты               | 1917            | 25—27             |
| 6                                      | Аня из Инглсайда             | 1939            | 34—40             |
| 7                                      | Аня и Долина Радуг           | 1919            | 41                |
| 8                                      | Рилла из Инглсайда           | 1921            | 49—53             |
|                                        |                              |                 |                   |
| Книги, в которых упоминается Аня Ширли |                              |                 |                   |
| #                                      | Книга                        | Дата публикации | Возраст Ани Ширли |
| —                                      | Хроники Авонлеи              | 1912            | —                 |
| —                                      | Дальнейшие хроники Авонлеи   | 1920            | —                 |
| —                                      | Цитируя Блайтов              | 2009            | —                 |

В 2008 году Бадж Уилсон опубликовала приквел романа под названием «Что было до Зелёных Крыш».

## Экранизации

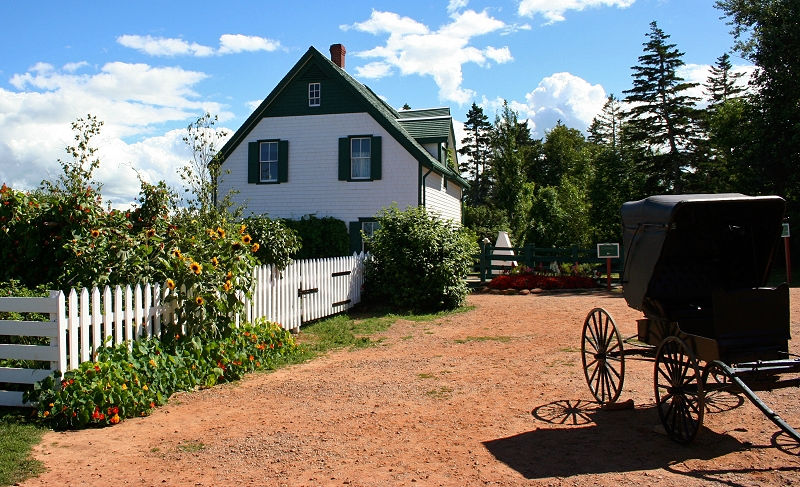
Дом «Грин-Гейблс» («Зелёные Мезонины») в Кавендише, остров Принца Эдуарда, Канада

- 1919 — Anne of Green Gables, в главной роли Мэри Майлз Минтер.
- 1934 — Энн из Зелёных крыш[англ.] (Anne of Green Gables), в главной роли Энн Ширли.
- 1956 — Энн из Зелёных крыш[англ.] (Anne of Green Gables)
- 1972 — Энн из Зелёных крыш[англ.] (Anne of Green Gables), в главной роли Ким Брэден[англ.] — утерян.
- 1975 — Энн из Эйвонли[англ.] (Anne of Avonlea), в главной роли Ким Брэден.
- 1979 — аниме Akage no Anne
- 1985 — Энн из Зелёных крыш (Anne of Green Gables), в главной роли Миган Фоллоуз.
- 1987 — Энн из Зелёных крыш: Продолжение[англ.] (Anne of Green Gables: The Sequel), в главной роли Миган Фоллоуз.
- 2000 — Энн из Зелёных крыш Продолжение истории[англ.] (Anne of Green Gables: The Continuing Story), в главной роли Миган Фоллоуз.
- 2005 — мультфильм Путешествие в Зелёные мезонины[англ.] (Anne, Journey to Green Gables).
- 2008 — Энн из Зелёных крыш: Новое начало[англ.] (Anne of Green Gables: A New Beginning), в главной роли Барбара Херши и Ханна Эндикот-Дуглас.
- 2009 — Здравствуй Энн: перед Зелёными крышами — аниме, являющееся приквелом к мультфильму 1979 года.
- 2016 — Аня из Зелёных Мезонинов[англ.] (L.M. Montgomery’s Anne of Green Gables), в главной роли Элла Балентайн[англ.].
- 2017 — Аня из Зелёных Крыш: Хорошие звёзды (Anne of Green Gables: The Good Stars), в главной роли Элла Балентайн.
- 2017 — Аня из Зелёных Крыш: огонь и роса (L.M. Montgomery’s Anne of Green Gables: Fire & Dew), в главной роли Элла Балентайн.
- 2017 — Энн (Anne with an 'E), в главной роли Эмибет Макналти.
- 2025 — аниме Anne Shirley.

## Музей
Ферма «Грин-Гейблс» («Зелёные Мезонины»), принадлежавшая кузену Люси Мод Монтгомери, ныне превращена в музей, и притягивает на остров Принца Эдуарда множество поклонников книг об Ане Ширли. Этот нескончаемый поток туристов служит для островитян важным источником пополнения бюджета.